# Luxemburger Filmpreis 2018
Der 8. Luxemburger Filmpreises wurden am 22. September 2018 im Grand Théâtre de la Ville de Luxembourg verliehen.

## Preisverleihung
Die Zeremonie wurde von dem Schriftsteller Guy Helminger, dem amerikanischen Schauspieler Isaac Bush und der luxemburgisch-isländischen Schauspielerin Elisabet Johannesdottir moderiert.
Diesmal gab es erstmals drei neue Kategorien: die des besten Schauspielers bzw. der besten Schauspielerin, die der besten Produktion für das Fernsehen oder die neuen Medien sowie die des besten kreativen Beitrags zu einem Animationsfilm.
Im Wettbewerb befanden sich 47 Filme, davon 10 Kurzfilme, 10 Spielfilm-Koproduktionen, 7 luxemburgische Spielfilme, 10 Dokumentarfilme, drei animierte Spielfilme und 7 Fernsehproduktionen.

## Wahl
Bis zum 30. April 2018 konnten ausschließlich die Filmproduzenten Bewerbungen für Filme und Personen einreichen. Für jeden eingereichten Film müssen sie 100 Euro (für Kurzfilme), 250 Euro (für Dokumentarfilme) oder 500 Euro (für Spielfilme) bezahlen.
In jeder Kategorie gab es mindestens 3 und maximal 10 Nominierungen. Kamen in einer Kategorie mehr als 10 Filme oder Personen für eine Nominierung in Frage, traf der Vorstand der Filmakademie eine Vorauswahl, um die Nominierungen auf 10 zu beschränken.
Die Abstimmung erfolgte online und im Geheimen durch die Mitglieder der Filmakademie. Sie mussten nicht in jeder Kategorie abstimmen.

## Preisträger

### Bester Spielfilm oder Animationsfilm
- Gutland von Govinda Van Maele
  - Barrage von Laura Schroeder
  - Die Abenteuer von Wolfsblut von Alexandre Espigares
  - Dark Justice – Du entscheidest! von Pol Cruchten
  - Luis und die Aliens von Christoph Lauenstein, Wolfgang Lauenstein und Seán McCormack
  - Alte Jungs von Andy Bausch
  - Toy Gun von Marco Serafini

### Beste Fiction-Koproduktion
- Noces von Stephan Streker
  - Black 47 von Lance Daly
  - Egon Schiele: Tod und Mädchen von Dieter Berner
  - Es war einmal in Deutschland … von Sam Garbarski
  - Fauves von Robin Erard
  - Mammal von Rebecca Daly
  - Mary Shelley von Haifaa Al Mansour
  - Die Nacht der 1000 Stunden von Virgil Widrich
  - Souvenir von Bavo Defurne
  - Storm: Letters van Vuur von Dennis Bots

### Beste Animationskoproduktion
- Der Brotverdiener von Nora Twomey
  - Ethel & Ernest von Roger Mainwood
  - Überflieger – Kleine Vögel, großes Geklapper von Toby Genkel und Reza Memari

### Bester Dokumentarfilm
- La supplication von Pol Cruchten
  - 50 Days in the Desert von Fabrizio Maltese
  - Ashcan von Willy Perelsztejn
  - Courants d’airs von Anne Schiltz
  - Eldorado von Rui Eduardo Abreu, Thierry Besseling und Loïc Tanson
  - Foreign Affairs von Pasha Rafiy
  - Listen von Jacques Molitor
  - Mappamundi von Bady Minck
  - Schwaarze Mann: Un Noir parmi nous von Fränz Hausemer
  - Sixty8 von Andy Bausch

### Bester Kurzfilm
- Fils von Cyrus Neshvad
  - 818 von Claude Lahr
  - Acheron von Thoma Forgiarini
  - Casting a Woman von Koxi
  - Dem Dem von Marc Recchia, Lopy Pape Bouname und Christophe Rolin
  - Dem Mich seng Kichen von Diana Nilles
  - Les non-dits von Samuel Pérez
  - Orientierungslos von Lara Mack
  - Sur le fil von Thierry Besseling und Loïc Tanson
  - Tout est calme von Marylène Andrin-Grotz

### Beste Produktion für Fernsehen oder Neue Medien
- Bad Banks von Christian Schwochow
  - Ernest & Celestine von Jean-Christophe Roger a Julien Cheng
  - Fils de wouf! von Jacopo Armani
  - Génération quoi? von Julie Schroell
  - Polo (2. Staffel) von Caroline Origer
  - Ready Set Action von Mathieu Fallara
  - routwäissgro (2. Staffel) von Kollektiv 13

### Bester künstlerischer Beitrag in einem Spielfilm
- Uli Simon für die Kostüme in Egon Schiele
  - Pol Cruchten für das Drehbuch von Das Gebet
  - Pia Dumont für den Schnitt in Die Nacht der 1000 Stunden
  - Magdalena Labuz für die Kostüme in Black 47
  - Jeannot Sanavia für die Musik in Alte Jungs
  - Christina Schaffer für die Dekoration in Die Nacht der 1000 Stunden
  - Jean-Louis Schuller, Narayan Van Maele an Nikos Welter für die Kamera in Foreign Affairs
  - Béatrice Stéphany für das Make-up in Egon Schiele: Tod und Mädchen
  - Govinda Van Maele für das Drehbuch von Gutland
  - Narayan Van Maele für die Kamera in Gutland

### Bester künstlerischer Beitrag in einem Animationsfilm
- Das Animationsteam von Melusine Productions/Studio 352 für den Film Der Brotverdiener
  - Das Team, das die Kulisse für Der Brotverdiener entworfen hat
  - Das Soundteam von Die Abenteuer von Wolfsblut
  - Das Animationsteam von Ethel & Ernest
  - Das Team, das die Kulisse für Ethel & Ernest entworfen hat
  - Sean McCormac für das Drehbuch von Luis und die Aliens
  - Das Animationsteam von Luis und die Aliens
  - Das Animationsteam von Überflieger – Kleine Vögel, großes Geklapper
  - Das Team, das das Design von Überflieger – Kleine Vögel, großes Geklapper entworfen hat
  - Das Team, das die Kulisse für Überflieger – Kleine Vögel, großes Geklapper entworfen hat

### Beste Schauspielerin/Bester Schauspieler
- Vicky Krieps für ihre Rolle als „Lucy Loscherette“ in Gutland
  - Fernand Fox für seine Rolle als „Jangi“ in Alte Jungs
  - Pol Greisch für seine Rolle als „Lull“ in Alte Jungs
  - André Jung für ihre Rolle als „Nuckes“ in Alte Jungs
  - Marie Jung für ihre Rolle als „Edith Harms“ in Egon Schiele: Tod und Mädchen
  - Marc Limpach für seine Rolle als „Luc Jacoby“ in Bad Banks
  - Hana Sofia Lopes für ihre Rolle als „Giulia Levati“ in Toy Gun
  - Marco Lorenzini für seine Rolle als „Jos Gierens“ in Gutland
  - Désirée Nosbusch für ihre Rolle als „Christelle Leblanc“ in Bad Banks
  - Astrid Roos für ihre Rolle als „Valerie Gauthier“ in Dark Justice – Du entscheidest!